# Pietro Calvi (konstnär)
Pietro Calvi, född 1833 i Milano, död där 1884, var en italiensk bildhuggare.
Calvi erhöll sin undervisning vid akademien i hemstaden från år 1850 och deltog år 1859 i Garibaldis frihetskrig. Senare utövade han porträttbildhuggeri i Paris och Turin och bosatte sig 1866 åter i Milano. I Europas konstnärer heter det: "Hans arbeten vitna om en förträfflig teknik, men äro ofta med sin slående realism beräknade på yttre effekt, t. ex. en halffigur af Othello i bystform; andra åter äro fulla af behag och älsklighet." Han utförde flera dekorativa statyer för domen i sin hemstad och för Galleria Vittorio Emanuele II.